# Drzęczewo Pierwsze
Drzęczewo Pierwsze is een plaats in het Poolse district  Gostyński, woiwodschap Groot-Polen. De plaats maakt deel uit van de gemeente Piaski en telt 132 inwoners.